# Banská Bystrica (region)
Banská Bystrica (slovakiska Banskobystrický kraj) är en av Slovakiens åtta administrativa regioner, belägen i landets södra del. Regionen som har en yta av 9 455 km² har en befolkning, som uppgår till 657 119 invånare (2005). Regionens huvudort är Banská Bystrica och den består av tretton distrikt (okresy).